# Lambulodes sericeoides
Lambulodes sericeoides là một loài bướm đêm thuộc phân họ Arctiinae, họ Erebidae.